# فراشة

دورة حياة الفراشات

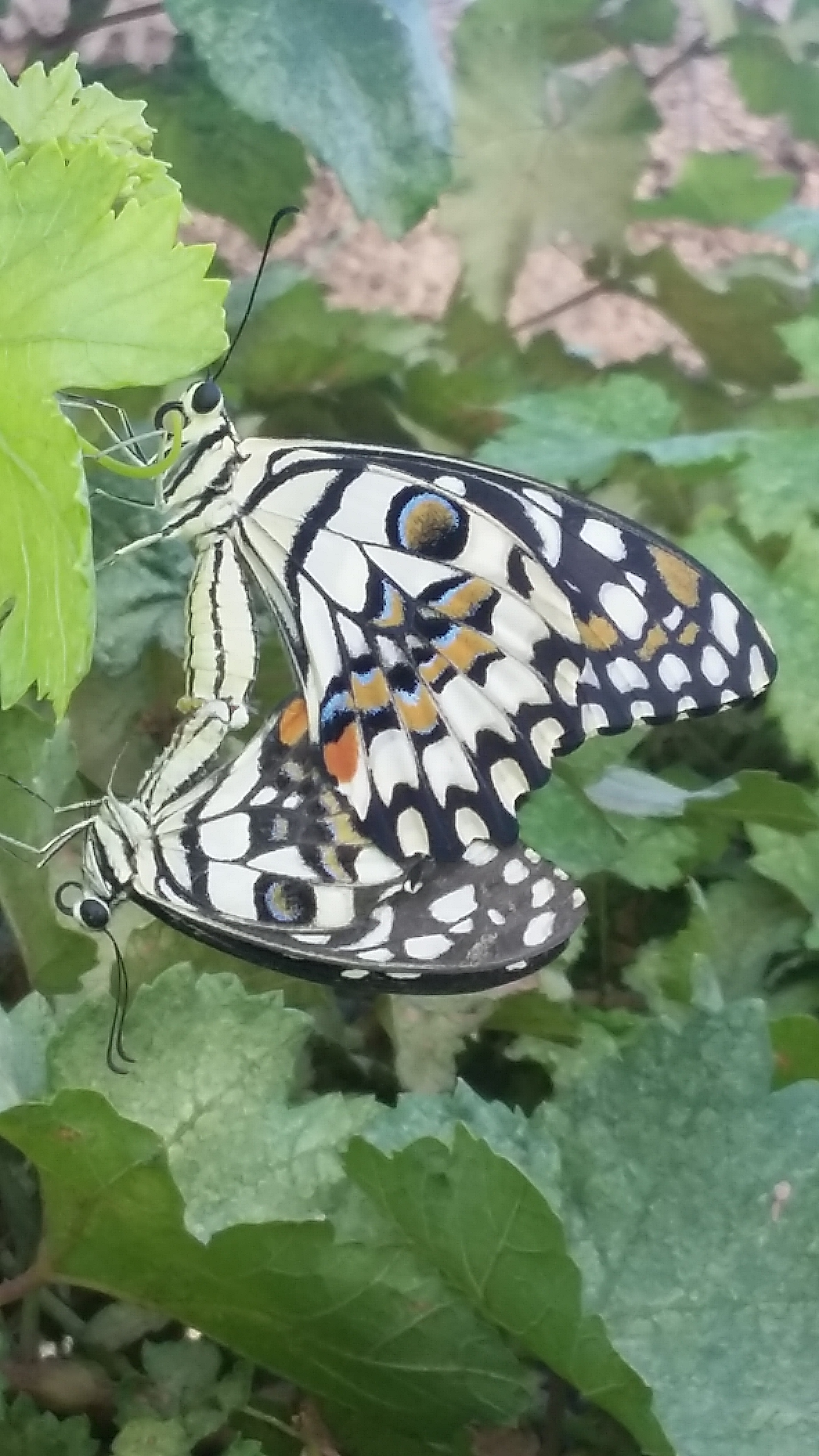
عملية تزاوج عند الفراشات

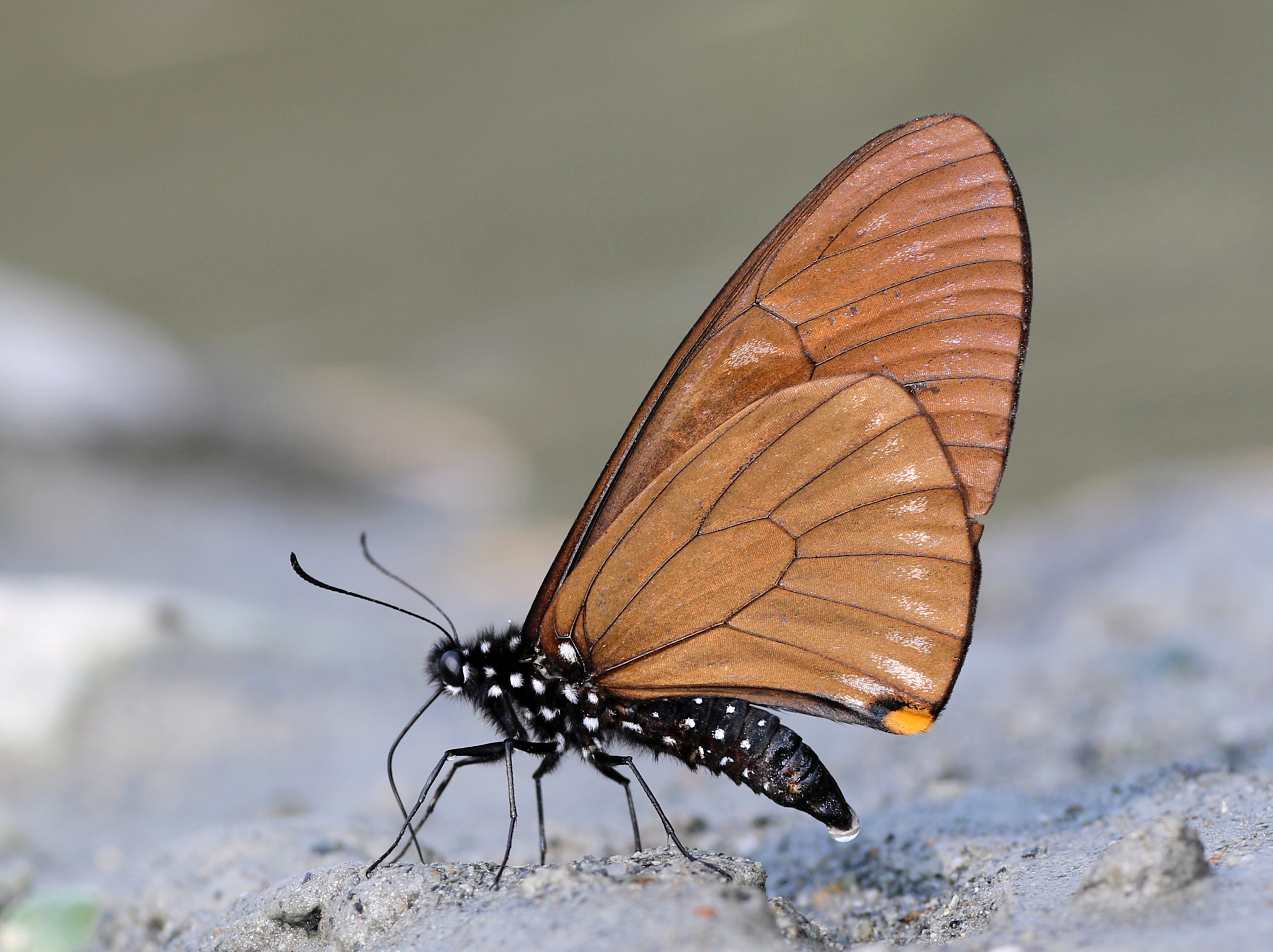
طرح الفضلات عند الفراشة.

الفراشة أو أبو دقيق (الاسم العلمي: Butterflies) هي حشرة من رتبة ليبيدوبترا، وتنتمي إلى فوق عائلة هسبيرواوديا (الهيريه) أو بابيلونوديا (باقي الفراشات).
الفراشات أنواع وأشكال وألوان، والفراشات هي أكثر الحشرات تألقاً، وعند بلوغها فإن الكثير منها تعيش أجنحتها لعدة أسابيع فقط، حتى فترة التزاوج ومولد الأجيال الجديدة منها.
وبعض من هذه الفراشات تقضي حياتها كيرقة سوداء شائكة، تنمو وتعيش لأسابيع قليلة _ هي فترة تألقها_ كفراشة ذات نقش برتقالي رائع.
ومنها الكبيرة البيضاء، وهي تعرف أيضاً باسم (الكرنبة البيضاء) فطعم يرقة الفراشة مثل الكرنب.
ومنها ذات الشعر المخطط الأرجوانية، ولون أجنحتها كألوان قوس قزح، وهي تطير عالياً جداً.
وفراشة (Morpho) أو ذات الشكل المعين، وهي واحدة من أكبر الفراشات في العالم، وأجنحتها تصدر ومضات مضيئة عند انتقالها من شجرة إلى أخرى.
وفراشة (أبوللو)، تطير بوميض من زهرة إلى أخرى، عبر منحدرات الجبال والتلال والحقول، والفراشة الصغيرة النحاسية، وتعرف بأجنحتها الأمامية النحاسية اللون التي تميل إلى اللون البرتقالي، تطير فوق الأراضي العشبية والحدائق.
وفراشة الأميرة الحمراء (الأميرال)، وهي واحدة من أكثر الفراشات حجماً وألواناً، وهي فراشة سريعة وقوية، تقطع مساحات شاسعة عند هجرتها.
والفراشة الزرقاء التقليدية، وهي تطير دائماً في جو الحدائق والأراضي الخضراء.
- هناك فراشات تنشط نهارا سيما في الأجواء الربيعية حيث يطيب لها التنقل وامتصاص رحيق الورود ومنها من ينشط ليلا فنلاحظه عندما ينجذب إلى الأضواء أو إلى النوافذ المضيئة.
- منظر الفراشة الذي يستهوينا صغارا وكبار هو ليس بالضبط منظرها الذي نحب رؤيته عند الولادة إذ تمر الفراشة باطوار تتبدل فيها أشكالها حتى تصبح على ماهي عليه فعند فقسها من البيضة تكون دودة زاحفة يطيب لها التغذي على بعض أوراق الأشجار ثم في مرحلة أخرى تتوقف عن الطعام وتختار لها مكان آمن للتشرنق حول نفسها.

تستمر فترة الشرنقة من أسبوع إلى أسبوعين وأحياناً في بعض الأنواع تتشرنق حتى حلول موسم الربيع.
داخل الشرنقة تحدث عملية تغيير جذري في خلايا المخلوق ليأخذ شكل الفراشة الذي نعرفه، وعندما يحين الوقت للخروج تنتفخ الشرنقة لتسهل عملية الانبثاق التي قد تستمر لساعات.

## ألوان الفراشة
للفراشة ألوان متعددة وجميلة ومرسومة بأشكال هندسية بديعة وهذا بفضل صبغيات ألوان تفرزها الفراشة وبفضل عواكس دقيقة تعكس ضوء الشمس فتصدر عنها ألوان رائعة
تعيش الفراشة في كافة أنحاء العالم لكن أكثر الأنواع توجد في الغابات المدارية المطرية. وتعيش أنواع أخرى من الفراشات في الحقول والغابات كما يعيش البعض منها على قمم الجبال الباردة والبعض الآخر في الصحاري الحارة ويهاجر كثير من الفراشات لمسافات طويلة لقضاء الشتاء في المناطق الدافئة.

## التكاثر عند الفراشات
يتم عادة عندما يقوم زوجي الفراشة بالربط بينهما بواسطة وابل من الشعيرات الذهبية والتي عادةً ما تحمل روائح تبدو مثل رائحة الأزهار، ويمكن أن هناك منافسة في عملية التزاوج.